# Erwin Gatz
Erwin Gatz (né le 4 mai 1933 à Aix-la-Chapelle et mort le 8 mai 2011 à Maastricht) est un théologien allemand et historien de l'Église. Il est recteur du cimetière teutonique à Rome de 1975 à 2010.

## Biographie
De 1953 à 1961, Gatz étudie la théologie catholique et l'histoire aux universités de Bonn, Munich et Aix-la-Chapelle. Le 12 mars 1960, il est ordonné prêtre à Aix-la-Chapelle. Après avoir obtenu son doctorat, il travaille d'abord pendant dix ans comme pasteur à Grefrath et Düren dans le diocèse d'Aix-la-Chapelle. En 1970, il obtient son habilitation en histoire de l'Église médiévale et moderne à Bonn avec Eduard Hegel. De 1971 à 1975, il travaille comme conseiller académique à l'Institut d'histoire de l'Église à l'Université de Bonn ; de 1973 à 1975, il est professeur d'histoire de l'Église médiévale et moderne à l'Université de Bonn.
En 1975, il s'installe à Rome en tant que recteur du Campo Santo et directeur exécutif de l'Institut romain de la Société Görres. En même temps, il est recteur de l'église nationale associée de Santa Maria della Pietà et de l'Archiconfrérie de la Douloureuse Mère de Dieu. Après 35 ans de service, il cède la charge de recteur à Campo Santo le 8 décembre 2010 au prêtre diocésain de Fribourg Hans-Peter Fischer (de). Son successeur en tant que directeur général de l'Institut romain de la société Görres est Stefan Heid.
En 1980, Gatz devient professeur honoraire à l'université de Bonn et depuis 1981, il est professeur invité à l'Université pontificale grégorienne.
Depuis sa retraite, il vit dans sa ville natale d'Aix-la-Chapelle. Il a subi un arrêt cardiaque lors d'un voyage dans le Mergelland (de) néerlandais et décède le 8 mai 2011 à l'hôpital de Maastricht. Son tombeau se trouve au Campo Santo Teutonico à Rome.
Gatz est chevalier de l'Ordre du Saint-Sépulcre de Jérusalem.

## Œuvres
Gatz devient connu pour ses nombreux travaux et travaux de recherche scientifique et historique de l'Église, en particulier sur les thèmes de Caritas et du travail social de l'Église aux XIXe et XXe siècles. Son "Bischofslexikon" (5 volumes) et son "Bistumslexikon" (2 volumes) sont des ouvrages de référence importants.

## Honneurs
Le pape Paul VI le nomme prélat pontifical honoraire (de) en 1977. Le pape Benoît XVI nomme protonotaire apostolique de Gatz en 2008, élevant Gatz au rang le plus élevé de prélature honoraire.

## Travaux

### Auteur
- Aus meinem Leben. Schnell & Steiner Verlag, Regensburg 2010  (ISBN 978-3-7954-2373-5) (erschien anlässlich seines goldenen Priesterjubiläums).
- Roma Christiana. Vatikan, Rom, römisches Umland. Ein kunst- und kulturgeschichtlicher Führer über den Vatikan und die Stadt Rom. 3. Auflage. Schnell & Steiner, Regensburg 2008  (ISBN 978-3-7954-2054-3).
- Die katholische Kirche in Deutschland im 20. Jahrhundert. Herder, Freiburg/B. 2009  (ISBN 978-3-451-30129-2).
- Rheinische Volksmission im 19. Jahrhundert. Dargestellt am Beispiel des Erzbistums Köln. Ein Beitrag zur Geschichte der Seelsorge im Zeitalter der katholischen Bewegung (= Studien zur Kölner Kirchengeschichte, Bd. 7). Schwann, Düsseldorf 1963 (zugl. Dissertation, Universität Bonn 1961).
- Kirche und Krankenpflege im 19. Jahrhundert. Katholische Bewegung und karitativer Aufbruch in den preußischen Provinzen Rheinland und Westfalen. Schöningh, Paderborn 1971  (ISBN 3-506-73100-9) (zugl. Habilitation, Universität Bonn 1970).
- Atlas zur Kirche in Geschichte und Gegenwart. Heiliges Römisches Reich – Deutschsprachige Länder. Regensburg, Schnell und Steiner  (ISBN 978-3-7954-2181-6).

### Éditeur
- Geschichte des kirchlichen Lebens in den deutschsprachigen Ländern seit dem Ende des 18. Jahrhunderts. Herder, Freiburg/B. 1991/2008 (8 Bände).

1. Die Bistümer und ihre Pfarreien. 1991  (ISBN 3-451-22166-7).
2. Kirche und Muttersprache. Auslandsseelsorge, nichtdeutschsprachige Volksgruppen. 1992  (ISBN 3-451-22882-3).
3. Katholiken in der Minderheit. Diaspora, ökumenische Bewegung, Mission. 1993  (ISBN 3-451-23227-8).
4. Der Diözesanklerus. 1995  (ISBN 3-451-23444-0).
5. Caritas und Soziale Dienste. 1997  (ISBN 3-451-26217-7).
6. Die Kirchenfinanzen. 2000  (ISBN 3-451-26217-7).
7. Klöster und Ordensgemeinschaften. 2006  (ISBN 3-451-23669-9).
8. Laien in der Kirche. 2008  (ISBN 978-3-451-23676-1).

- Kirche und Katholizismus seit 1945. Schöningh, Paderborn 1998/2010 (7 Bände).

1. Mittel-, West- und Nordeuropa. 1998  (ISBN 3-506-74460-7).
2. Ostmittel-, Ost- und Südosteuropa. 1999 (ISBN 3-506-74461-3) édité erroné.
3. Italien und Spanien. 2005  (ISBN 3-506-74462-3).
4. Die britischen Inseln und Nordamerika. 2002  (ISBN 3-506-74463-1).
5. Die Länder Asiens. 2003  (ISBN 3-506-74464-X).
6. Lateinamerika und Karibik. 2009  (ISBN 978-3-506-74466-1).
7. Naher Osten und Nordafrika. 2010  (ISBN 978-3-506-74465-4).

- Die Bischöfe der deutschsprachigen Länder. Ein biographisches Lexikon. Duncker & Humblot, Berlin 1983/2002 (2 Bände).

1. 1785/1803 bis 1945. 1983  (ISBN 3-428-05447-4).
2. 1945 bis 2001. 2002  (ISBN 3-428-10684-9).

- Die Bischöfe des Heiligen Römischen Reiches. Ein biographisches Lexikon. Duncker & Humblot, Berlin 1990–2001 (3 Bände).

1. 1198 bis 1448. 2001  (ISBN 3-428-10303-3) (Inhalt).
2. 1448 bis 1648. 1996  (ISBN 3-428-08422-5).
3. 1648 bis 1803. 1990  (ISBN 3-428-06763-0).

- Die Bistümer des Heiligen Römischen Reiches. Von ihren Anfängen bis zur Säkularisation. Herder, Freiburg/B. 2004  (ISBN 3-451-28075-2).
- Die Bistümer der deutschsprachigen Länder. Von der Säkularisation bis zur Gegenwart. Ein historisches Lexikon. Herder, Freiburg/B. 2005  (ISBN 3-451-28620-3).